# Erioptera (Erioptera) fusculenta
Erioptera (Erioptera) fusculenta is een tweevleugelige uit de familie steltmuggen (Limoniidae). De soort komt voor in het Palearctisch gebied.